# Kronologija Domovinskog rata: prosinac 1994.

### 1. prosinca
- Snage bosanskih Srba prešle granicu između BiH i Hrvatske, u Sjevernom sektoru, napale promatračku točku ukrajinskog bataljuna UNPROFOR-a zarobile sedmoricu plavaca i odveli ih u BiH, priopćeno na novinskoj konferenciji u sjedištu snaga UN u Zagrebu.[1]
- Hrvatski predsjednik dr. Franjo Tuđman odlikovan u Buenos Airesu Velikim lancem s ordenom generala San Martina, a šefu argentinske države i vlade Carlosu Menemu uručeno odličje Velereda kralja Tomislava. Dr. Tuđman tom prigodom istaknuo da je Argentina nakon II svjetskog rata pružila utočište za 10.000 hrvatskih političkih emigranata i da je među prvima priznala Republiku Hrvatsku.[1]

### 2. prosinca
- U sjedištu UNPROFOR-a u Zagrebu hrvatska strana potpisala gospodarski sporazum sa Srbima iz UNPA, dok je isti sporazum potpisan u Kninu od kninskih vlasti, saznaje se iz Ureda Međunarodne konferencije o bivšoj Jugoslaviji u Zagrebu.[1]
- Nećemo čekati da Bihać padne. Hrvatska istinski želi politički dijalog i mirno rješenje sa Srbima, no ako oni to neće, učinit ćemo ono što bi učinila svaka država, kojoj je teritorij okupiran, istaknuo na konferenciji za novinare u Zagrebu ministar obrane Gojko Šušak.[1]
- Veleposlanstvo Republike BiH u Zagrebu izvijestilo da se u Bihaću nalazi oko 50.000 izbjeglica i da stanovništvo doslovce gladuje.[1]
- Srbi vode do sada najveću ofenzivu u bihaćkom džepu, koristeći se zrakoplovima i helikopterima, izjavio jučer u telefonskom razgovoru s predstavnicima BiH u Bonnu gradonačelnik Bihaća Hamdija Kabiljagić.[1]

### 3. prosinca
- Ministri kontaktne skupine, nakon sastanka u Bruxellesu, objavili izjavu, u kojoj i dalje traže da se poštuje integritet BiH, ali da se omoguće jednaki i uravnoteženi sporazumi za bošnjačko-hrvatsku i srpsku stranu.[1]
- Rusija vetom spriječila prihvaćanje rezolucije Vijeća sigurnosti UN, kojom se zahtijevalo da se iz SRJ u UNPA-područja ne prevozi ništa osim humanitarne pomoći.[1]
- Francuska vojska dostavlja informacije bosanskim Srbima kako bi izbjegli udare NATO-a, a dokaze za angažman Francuske protiv vlastitih saveznika donosi milanska Panorama.[1]

### 4. prosinca
- Počinje summit na vrhu Konferencije o Europskoj suradnji i sigurnosti u Budimpešti.[1]
- Predsjednik RH dr. Franjo Tuđman vratio se iz državnog posjeta Čileu i Argentini.[1]
- Martićevi četnici žestoko napali Vedro Polje, Izačić, Vikiće, Gatu i Tržačka Raštela iz smjera Ličkog Petrovog Sela, Plješivice i Kordunskog Ljeskovca, iz UNPA zone Republike Hrvatske granatama razarani Bihać i Velika Kladuša.[1]
- U Beograd doputovali francuski i britanski ministar vanjskih poslova, Alain Juppe i Douglas Hurd, i odmah se iza zatvorenih vrata sastali sa Slobodanom Miloševićem. Jedan francuski diplomat prije dolaska izjavio: Odlučili smo igrati na Miloševića i kod toga ostajemo.[1]

### 5. prosinca
- U Budimpešti počeo dvodnevni summit šefova država i vlada zemalja članica Konferencije o europskoj sigurnosti i suradnji, na kojoj je hrvatski predsjednik dr. Franjo Tuđman u sam govoru istaknuo da bi nastavak okupacije hrvatskog teritorija i širenje sukoba u BiH mogli primorati hrvatsku vladu na preispitivanje njene politike davanja prednosti političkom rješavanju problema. Predsjednik Tuđman sastao se i razgovarao i s predsjednikom SAD B. Clintonom.[1]
- Srbi ne dopuštaju prolaz konvoju humanitarne pomoći za bihaćku bolnicu, koji već četvrti dan stoji u Mošćenici kod Siska.[1]
- Predsjednik Skupštine okruga Bihać Hamdija Kabiljagić uputio je dramatičan apel UN-u, NATO-u, predsjedniku SAD i drugim ličnostima, kojim ih upozorava da mogu biti svjedoci masovnog umiranja od gladi 250.000 ljudi, jer u ovu opkoljenu zaštićenu zonu već sedam mjeseci nije stigla nikakva humanitarna pomoć.[1]
- Srbi ne vode rat samo protiv bosanske vlade nego i protiv UN, izjavio u Sarajevu glasnogovornik UNPROFOR-a Thant-Myint-U, koji je istaknuo da Srbi uporno blokiraju misiju Zaštitnih snaga, istodobno držeći u zatočeništvu 349 pripadnika UNPROFOR-a.[1]
- Njemački mediji ocijenili sastanak kontaktne skupine u Bruxellesu kao posvemašnji poraz Zapada i proglasili Miloševića pobjednikom.[1]

### 6. prosinca
- Ruska pregovaračka ekipa potpuno minirala dokumente o stanju u zemljama nastalim na području bivše Jugoslavije i deklaraciju o Bihaću na sastanku KESS-a u Budimpešti.[1]
- Predsjednik Republike Hrvatske dr. Franjo Tuđman vratio se u Zagreb iz Budimpešte, gdje je sudjelovao u dvodnevnom sastanku na vrhu šefova država i vlada članica KESS-a.[1]
- Ministri kontaktne skupine zemalja članica Islamske konferencije na sastanku u Ženevi, na kojem su sudjelovali i Alija Izetbegović i dr. Mate Granić, zatražili ukidanje embarga na uvoz oružja za BiH i Hrvatsku.[1]
- HVO na livanjskom bojištu postigao nove uspjehe: ovladao naseljima Gubinom, Vedrim Poljem, Bobušićima, Sajkovićem, Barosima i Rosićima, a izlaskom na Troglav, Hrvatsko vijeće obrane praktično došlo do granice BiH i Hrvatske, izvijestio Odjel za informiranje Političke uprave Ministarstva obrane HR Herceg-Bosne.[1]

### 7. prosinca
- Postrojbe HVO oslobodile sela Čelebiće i Bojmunte na livanjskom bojištu. Među četnicima vlada rasulo i panika, zbog čega je u Glamoč stigao i general Ratko Mladić.[1]

### 8. prosinca
- U Zagrebu održan sastanak ministara vanjskih poslova Hrvatske, Turske i BiH, dr. Mate Granića, Murata Karaylacina i dr. Irfana Lubijankića, na kojem je zaključeno da ni Hrvatska niti BiH ne žele ući u nikakvu asocijaciju s Beogradom.[1]
- Veleposlanica SAD pri UN Madeleine Albright pobija izvještaj Boutrosa Ghalija o nadgledanju granice između Srbije i BiH, rekavši: Ako se dovoz goriva iz SRJ na okupirana područja Hrvatske nastavlja, što je kršenje točke 12 Rezolucije VS 820 (1993.), tada se ne može tvrditi da je granica između Srbije i Bosne zatvorena.[1]

### 9. prosinca
- Predsjednik Tuđman primio vjerodajnice francuskog veleposlanika Jeana Jacquesa Gaillarda i novozelandske veleposlanice Judith Trotter.[1]
- Svijet podcjenjuje prisutnost Rusije u BiH i potencijalnu opasnost od nje i agresivnog nacionalizma kakav se u njoj rađa, izjavio u intervjuu za Večernji list ministar vanjskih poslova BiH dr. Irfan Ljubijankić.[1]

### 10. prosinca
- Glavna skupština UN prihvatila Rezoluciju o stanju na okupiranim područjima Hrvatske, kojom je oštro osudila samoproglašene srpske vlasti na okupiranim dijelovima Hrvatske zbog njihovih vojnih aktivnosti koje su rezultirale etničkim čišćenjem UNPA-zona.[1]
- Za Hrvatsku je Rezolucija Opće skupštine UN o stanju na okupiranim područjima Hrvatske od ključnog značenja i do sada je najjača obrana hrvatske teritorijalne cjelovitosti i suverenosti, istaknuo u svom govoru na Općoj skupštini UN hrvatski ministar vanjskih poslova dr. Mate Granić.[1]

### 11. prosinca
- Predsjednik RH dr. Franjo Tuđman, primajući u Predsjedničkim dvorima dužnosnike Federacije BiH na čelu s Krešimirom Zubakom i Jadrankom Prlićem, istaknuo da Hrvatska snažno podupire ostvarivanje Federacije BiH i njezine konfederacije s Hrvatskom, te da će HR Herceg-Bosna ostati dok ne zažive Federacija BiH i konfederacija.[2]

### 12. prosinca
- Na livanjsko-glamočkom-grahovskom bojištu HVO utvrđuje dostignute crte.[2]
- Crte koje je dostigao HVO, računajući i kuprešku bojišnicu i operaciju Cincar, iznenadila su i najveće optimiste, oslobodili smo preko 800 četvornih kilometara prostora, ponajprije, zahvaljujući golemoj motiviranosti bojovnika, izjavio general-bojnik HVO-a Tihomir Blaškić.[2]

### 13. prosinca
- Predsjednik Tuđman primio u Zagrebu albanskog ministra obrane Safeta Zhulalia.[2]
- Nudeći u političkim pregovorima priznanje Hrvatske u međunarodno priznatim granicama, za hrvatsko priznanje jugoslavenskog kontinuiteta, što nije mogla dobiti ni jednim međunarodnim aktom, SRJ si pokušava skratiti put u međunarodnu zajednicu, komentira Večernji list proces sukcesije bivše SFRJ pred Međunarodnom konferencijom u Ženevi.[2]
- Mislim da odlučna politika smanjuje mogućnost rata, a loša politika uvećava izglede da se ratom mora rješavati probleme... Ako se u mandatu UNPROFOR-a ništa pozitivno ne dogodi, nema razloga da odstupimo od našeg stava da se 10. siječnja prekine njegov mandat, izjavio predsjednik SDP Hrvatske Ivica Račan u intervjuu Večernjem listu.[2]
- Glasnogovornik UNPROFOR-a u Zagrebu Michael Williams ocijenio jučerašnji srpski napad granatama na bangladeške plave kacige u Bihaću kao najteži napad na UNPROFOR otkako djeluje u BiH.[2]
- Ujedinjeni Narodi priopćili da će britanski general Rupert Smith, poznat iz zaljevske Pješčane oluje, preuzeti zapovjedništvo nad snagama UNPROFOR-a u BiH.[2]
- Organizacija Konferencije islamskih zemalja na summitu u Casablanci ponovno zatražila da njihov predstavnik bude uključen u kontaktnu skupinu za BiH pet velikih sila i za traženje političkog rješenja.[2]

### 14. prosinca
- Ivan Zvonimir Čičak i Dragutin Hlad na međunarodnoj konferenciji za Balkan u Goeteborgu hrvatsku politiku stavili u isti kontekst sa srpskom, tvrdeći da se zalagala za podjelu Bosne.[2]
- Hrvati u BiH su protiv konfederalnog povezivanja dijela BiH sa Srbijom odnosno sa tzv. SRJ. Hrvatski i Muslimansko-bošnjački narod vode obrambeni rat, a Srbi su agresori u ovom ratu, izjavio predsjednik Predsjedničkog vijeća HR Herceg-Bosne i Federacije BiH Krešimir Zubak u intervjuu Večernjem listu.[2]
- U Bruxellesu počelo vojno utvrđivanje božićnih planova NATO-a za izvlačenje trupa UNPROFOR-a iz BiH.[2]

### 15. prosinca
- Potpredsjednik hrvatske Vlade dr. Jure Radić uputio posebnom izaslaniku Boutrosa Ghalija Yasushija Akashiju i UNPROFOR-u pismo da spriječe devastaciju prirodnog rezervata Kopačkog rita od pobunjenih Srba iz Baranje.[2]
- Bijela Kuća dvoji o ponudi bosanskih Srba za novi mirovni plan u šest točaka i Karadžićevu pozivu bivšem američkom predsjedniku Carteru da posreduje pregovorima.[2]

### 16. prosinca
- Visoka vojna delegacija Republike Hrvatske u Beču svim članicama OESS-a dala na uvid dokumente o snazi Hrvatske vojske i planiranju obrane.[2]
- Za Hrvatsku je Malezija jedan od najznačajnijih partnera i vjerujem da će naši međusobni odnosi biti izvrsna podloga za daljnji razvoj političkih odnosa. Osim hrvatskih, u toj suradnji će sudjelovati i poduzeća iz BiH, izjavio, nakon trojnih razgovora u Zagrebu Hrvatske, Malezije i BiH, hrvatski premijer Nikica Valentić.[2]
- Mislim da bi Amerika trebala ignorirati ruske prijetnje, uključujući i prijetnje vlastitom nestabilnošću. Ako se netko jednom čvrsto ne postavi prema tome, stalno ćemo se spuštati po užetu. Na koncu ćemo imati europski rat, izjavio bivši britanski ministar obrane sir John Nottom u intervjuu Večernjem listu.[2]
- Michael Rose, vrhovni zapovjednik UN u Bosni, koji je na dolasku hvaljen kao okrutni' general koji će srediti Srbe, napušta BiH 'smekšan, komentiraju mediji odlazak generala koji je do posljednjeg dana hladnokrvno branio britanske interese u BiH.[2]
- Združeni stožer HVO-a i Armije BiH ispravno procijenio kako bi se koordiniranim akcijama na širokoj fronti moglo zaustaviti srpsko napredovanje kod Bihaća, ali, i ostvariti strateške uspjehe.[2]

### 17. prosinca
- Malezijski premijer dr. Muhamad Mahatir održao u Zagrebu novinsku konferenciju u kojoj je najavio ukidanje viza između Malezije i Hrvatske i prijedlog osnivanja konzorcija u kojem bi zajednički sudjelovale tvrtke Hrvatske, Malezije i BiH.[2]

### 18. prosinca
- Bivši američki predsjednik Jimmy Carter, u svojoj balkanskoj misiji doputovao u Zagreb, gdje je u Predsjedničkim dvorima primio hrvatski predsjednik dr. Franjo Tuđman. Carter je u veleposlanstvu BiH u Zagrebu razgovarao i s bosanskohercegovačkim premijerom Harisom Silajdžićem. Nakon razgovora s predsjednikom Tuđmanom, Carter izjavio novinarima da ohrabren putuje u Sarajevo.[2]
- Za Cartera je pitanje ljudskih prava središnje pitanje, izjavio, uoči susreta s njim, Haris Silajdžić i naveo kako će bosanskohercegovačko izaslanstvo skrenuti Carteru pozornost na činjenicu da se u BiH provodi genocid.[2]
- U sklopu godišnje razmjene vojnih informacija članica OESS-a prvi put su predočile opsežnije dokumente o svom planiranju obrane. Hrvatska je na 16 stranica, po propisima Bečkog dokumenta 92, iznijela svoje podatke i planove.[2]
- Postrojbe Fikreta Abdića i pobunjeni Srbi iz Hrvatske potisnuli pripadnike Petog korpusa Armije BiH i ušle u Veliku Kladušu.[2]

### 19. prosinca
- Srbi iz okupiranih područja u Hrvatskoj već tri dana ne dopuštaju prolazak jednog medicinskog konvoja za pripadnike UNPROFOR-a u Bihaću.[2]
- U sarajevskom središtu UNPROFOR-a je potvrđeno da prilaze Velikoj Kladuši nadziru postrojbe Srbe iz Hrvatske i Abdićeve snage.[2]
- Bivši američki predsjednik Jimmy Carter, neslužbeni mirovni posrednik, stigao na Pale, gdje s vođom bosanskih četnika Radovanom Karadžićem razgovara o mogućnostima prekida ratnog sukoba.[2]

### 20. prosinca
- Predsjednik Republike Hrvatske dr. Franjo Tuđman, primajući britanskog ministra vanjskih poslova Douglasa Hogga u Predsjedničkim dvorima, naglasio da Hrvatska ne može prihvatiti nikakvo odugovlačenje rješavanja okupiranih područja i da nema govora ni o kakvim ustupcima glede rokova ili načina tog rješenja, a ministar Hogg izrazio potporu britanske vlade cjelovitosti i suverenitetu Republike Hrvatske.[2]
- Smatramo kako je neobično važno da Srbija što prije prizna Hrvatsku u njezinim međunarodno priznatim granicama, izjavio britanski državni ministar za vanjske poslove Douglas Hogg u intervjuu za Večernji list.[2]
- Čelnik bosanskih Srba Radovan Karadžić izjavio, u intervjuu za CNN, kako neće biti hitnog prekida vatre nego je on voljan nastaviti pregovore u kojima bi mirovni plan kontaktne skupine bio ishodišna točka za iznalaženje cjelovitog rješenja.[2]
- Carter je rekao sve što su Srbi željeli - kao da je od njih dobio tekst i natuknice, rekao voditelj washingtonskog Think tanka, osvrćući se na recentne istupe nekadašnjeg američkog predsjednika o mirotvorstvu i dobrim namjerama bosanskih Srba, koji, prema uvjerenju Carteru, nisu agresori.[2]

### 21. prosinca
- Nakon tri godine, dionicu autoceste dugu 27 kilometara, između Novske i nove Gradiške, koja se nalazi pod kontrolom lokalnih Srba, prošli automobili s hrvatskim registracijskim oznakama, čime je počelo provođenje gospodarskog sporazuma hrvatskih vlasti s lokalnim Srbima.[3]
- Vođa bosanskih Srba Radovan Karadžić zatražio je za susreta s bivšim američkim predsjednikom Jimmijem Carterom temeljne promjene u mirovnom planu kontaktne skupine, piše New York Times.[3]
- Glavna Skupština UN prihvatila rezoluciju o međunarodnoj suradnji i pomoći da se uklone posljedice rata u Hrvatskoj i omogući njezin oporavak.[3]
- Čelnici Srpske narodne stranke, na konferenciji za novinare u Zagrebu, izložili novi mirovni prijedlog, u kojem ne prihvaćaju od hrvatskih vlasti ništa manje od autonomije.[3]

### 22. prosinca
- Oružana sila Hrvatske danas je, po svom ustroju, tehničkoj opremljenosti i uvježbanosti spremna da u potpunosti izvrši sve zadatke koje joj postavi državna politika, rekao je dr. Franjo Tuđman na sjednici obaju saborskih domova, izvještavajući o stanju države i nacije.[3]
- Premda je s lokalnim Srbima dogovoreno da će dionicu auto-ceste između Novske i Nove Gradiške kontrolirati samo UNPROFOR, malobrojne pripadnike plavih kaciga viđalo se samo na svaka dva-tri kilometra, a pripadnici milicijske krajine stajali su uz auto-cestu svakih nekoliko stotina metara i dizali u zrak ruku s tri uzdignuta prsta, što je očito, kako je novinarima izjavio ing. Hrvoje Šarinić, grubo kršenje sporazuma, pa je najavljen protest UNPROFOR-u.[3]
- Od početka srpske ofenzive na Bihać, koja traje već 45 dana, poginulo je 520 stanovnika, od čega 166-ero djece.[3]
- Srpski predsjednik Slobodan Milošević nije, za sada, spreman priznati susjedne države, među kojima je i Hrvatska. Priznanja će uslijediti nakon političkog rješenja krize, odgovorio Milošević za CNN-ovu emisiju Larry King u živo.[3]

### 23. prosinca
- Predsjednik Republike Hrvatske dr. Franjo Tuđman uputio Božićnu čestitku Hrvaticama i Hrvatima u svijetu i domovini i svim građanima Hrvatske. Predsjednik primio u Predsjedničkim dvorima izaslanstvo Udruge majki nestalih i zatočenih hrvatskih branitelja.[3]

### 24. prosinca
- Carter nikada nije sreo direktora koji mu se nije dopao, rekao voditelj Think thanka na američkoj televiziji. Grlio se s Brežnjevom, osobito je cijenio Tita, rekao je voditelj.[3]

### 25. prosinca
- Hrvatski Amerikanci oštro protestirali (pridružili su im se i neki američki Židovi), uz pitanje, bi li mr. King također doveo na ekran i mr. Hitlera, na pojavu Slobodana Miloševića na TV mreži CNN u emisiji Larry King Live.[3]

### 26. prosinca
- U prepunoj zagrebačkoj katedrali ponoćnu misu na Božić predvodio zagrebački nadbiskup kardinal Franjo Kuharić, a na misi bili predsjednik dr. Franjo Tuđman, ministri, saborski zastupnici i članovi diplomatskog kora.[3]
- U akciji HVO-a uoči Božića spriječen srpski proboj obrane na livanjsko-grahovskom bojištu i tom prigodom oslobođena 43 banjalučka Hrvata i Muslimana koje su Srbi ispred sebe držali kao robove i 'živi štit'.[3]
- Carter samo produbljuje sukobe, napisala istaknuta kolumnistica Georgie Anne Geyer u Washington Postu, sažimajući gledišta koja prevladavaju u američkom glavnom gradu.[3]

### 27. prosinca
- Ponovno puštenom u promet auto-cestom Zagreb-Lipovac u posjet Brodsko-posavskoj i Osječko-baranjskoj županiji stigao predsjednik Tuđman.[3]
- U Slavonskom Brodu dr. Tuđman izjavio da ćemo uskoro ići željeznicom od Zagreba do Slavonskog Broda kao i od Zagreba do Splita preko Knina.[3]
- Na žalost u MUP-u BiH zaposleno samo 4 posto Hrvata. Hrvatska strana želi, kako to nalaže i Ustav Federacije BiH, da policijska djelatnost bude decentralizirana, a muslimanska strana želi centralizaciju kakva je bila u nekadašnjoj BiH, rekao u intervjuu Večernjem listu Jozo Leutar, zamjenik ministra unutrašnjih poslova BiH.[3]

### 28. prosinca
- Predsjednik Republike Hrvatske dr. Franjo Tuđman primio u Predsjedničkim dvorima predsjednika grčke stranke Nova demokracija i vođu oporbe u grčkom parlamentu Miltijadesa Everta. Evert naglasio da podupire normalizaciju hrvatsko-srpskih odnosa.[3]
- Hrvatska sudjeluje u radu interparlamentarne unije, pri vijeću Zapadnoeuropske unije ima status gosta, a od 1995. hrvatski predstavnici dobit će pravo sudjelovanja u raspravama. U Srednjeeuropskoj inicijativi Hrvatske je na čelu radne grupe za telekomunikacije i turizam, rečeno na sjednici Odbora za vanjsku politiku Sabora Republike Hrvatske.[3]
- Plan Z-4 je spreman, ali ne znam kad će stranama biti formalno podnijet, rekao a dnevnik Vjesnik dosadašnji šef Promatračke misije EU Paul Joachim von Stulpnagel.[3]
- Najnoviji izvještaj posebnog izvjestitelja UN za ljudska prava Tadeusza Mazowieckog nije prihvatljiv za vladu SRJ, izjavila je Margit Savović, ministrica za ljudska prava SRJ, ustvrdivši kako je taj izvještaj usmjeren na to da se održi kriza u bivšoj Jugoslaviji.[3]
- Ministar vanjskih poslova SRJ Vladislav Jovanović demantirao tvrdnju šefa Ureda Republike Hrvatske u Beogradu dr. Zvonimira Markovića iznesen u intervjuu Slobodnoj Dalmaciji, da je priznanje Hrvatske od Beograda na vidiku.[3]

### 29. prosinca
- Uprava Nacionalnog parka Krka podnijela zahtjev UNPROFOR-u za provođenje interventnih mjera za zaštitu Guduče i Prokljanskog jezera od onečišćenja naftom, nakon izlijevanja 34 tone nafte, za što se okrivljuju kenijski unproforci.[3]
- Zapovjednici UNPROFOR-a u BiH general Michael Rose izjavio za radio BBC kakov vjeruje da sada sve strane u BiH pokazuju dobru volju da se završi rat.[3]
- U hotelu Internacional u Zagrebu predstavljena knjiga dr. Šime Đodana Bosna i Hercegovina - hrvatska djedovina kroz povijesna vrela.[3]

### 30. prosinca
- Počevši od danas, 30. prosinca, auto-cesta Zagreb-Lipovac otvorena 24 sata za sav promet, izjavio pomoćnik ministra unutrašnjih poslova RH Joško Morić.[3]
- Šibenska županija tražit će od UNPROFOR-a milijun maraka zbog izljeva 34 tone nafte, koje su prouzročili pripadnici kenijskog bataljuna nedaleko sela Žažvića kraj Bribirskh Mostina na okupiranom teritoriju.[3]
- Hrvatska policija doći će na granice Republike Hrvatske a osigurat ćemo red i mir i u UNPA-područjima, izjavio u intervjuu Večernjem listu ministar unutrašnjih poslova Hrvatske Ivan Jarnjak.[3]